# Proupiary
Proupiary é uma comuna francesa na região administrativa de Occitânia, no departamento de Alta Garona. Estende-se por uma área de 4,95 km². Em 2010 a comuna tinha 75 habitantes (densidade: 15,2 hab./km²).